# Lan Yu (wyspa)
Lan Yu (chiń. upr. 兰屿; chiń. trad. 蘭嶼; pinyin Lán Yǔ; pe̍h-ōe-jī Lân-sū; dosł. „wyspa orchidei”; yami Pon(g)so no Ta(w)o, dosł. „wyspa ludzi”) – wyspa pochodzenia wulkanicznego należąca do Republiki Chińskiej, położona na Oceanie Spokojnym u południowo-wschodnich wybrzeży Tajwanu, około 90 kilometrów na południowy wschód od Taidongu. Wyspa wraz z mniejszą, niezamieszkaną wysepką Xiaolan Yu tworzy gminę Lanyu (chiń. trad. 蘭嶼鄉; pinyin Lányǔ Xiāng), która należy do powiatu Taidong. W 2010 roku zamieszkiwało ją ok. 4,5 tys. osób.
Wyspa leży na północnym przedłużeniu łuku wulkanicznego Luzon i zbudowana jest głównie ze skał wulkanicznych, przede wszystkim andezytów; w centralnej części występują także wapienie. Zajmuje powierzchnię 46,82 km², długość linii brzegowej wynosi ok. 38,5 km. Charakteryzuje się górzystą rzeźbą terenu. Najwyższym wzniesieniem jest położone w centralnej części wyspy Hongtou Shan, które sięga 552 m n.p.m. Obszary o charakterze równinnym występują głównie na wybrzeżu. Wyspa leży w strefie klimatu zwrotnikowego wilgotnego; średnia temperatura roczna wynosi 22,7 °C, średnia roczna suma opadów sięga 3000 mm.
Osadnictwo skupione jest na płaskim wybrzeżu. Większość ludności stanowią Aborygeni z ludu Tao (Yami), którzy 800 lat temu przybyli na Lan Yu z wysp Batanes w archipelagu Filipin. Zajmują się oni głównie rybołówstwem i uprawą roślin bulwiastych, m.in. słodkich ziemniaków i taro.
W zachodniej części wyspy znajduje się lotnisko, z którego odbywają się loty do Taidongu oraz port Kaiyuan posiadający połączenie promowe z portami w Taidongu i Kending w powiecie Pingdong. Dookoła wyspy, wzdłuż wybrzeża biegnie asfaltowa droga o długości 45 km. Na wzniesieniu na północno-zachodnim krańcu wyspy znajduje się betonowa latarnia morska o wysokości 14,8 m, zbudowana w 1982 roku. W środkowej części Lan Yu, na wysokości 324 m n.p.m. mieści się stacja meteorologiczna wzniesiona przez Japończyków w 1940 roku.
Wyspa pojawiła się na japońskich mapach na początku XVII wieku pod nazwą Tabako-shima. Dynastia Qing oficjalnie przyłączyła ją do Chin w 1877 roku i nadała jej nazwę Hongtou Yu (chiń. 紅頭嶼; pe̍h-ōe-jī Âng-thâu-sū). W 1895 roku na mocy traktatu zawartego w Shimonoseki wyspa została przekazana Japończykom, którzy nazwali ją Kōtō-sho. Japończycy ustanowili na wyspie skansen etnologiczny i ograniczyli dostęp do wyspy. Po zakończeniu II wojny światowej wyspa przeszła pod kontrolę Republiki Chińskiej. W 1947 roku władze chińskie zmieniły nazwę wyspy z Hongtou Yu na Lan Yu. W 1967 roku zniesiono wszelkie ograniczenia w dostępie do wyspy. W 1982 roku na wyspie uruchomiono składowisko odpadów promieniotwórczych, do którego zwożone są odpady z trzech tajwańskich elektrowni jądrowych. W 2002 i 2012 roku miały miejsce protesty miejscowej ludności, która domagała się usunięcia odpadów z wyspy.